# قیات خان
قیات خان (۱۷۵۴ در کمیش تپه یا حسنقلی - ۱۸۳۲ در زندان تفلیس) رهبر ترکمن‌های یموت جعفربای و خان ترکمنان سواحل دریای خزر و رود اترک بود. وی از ترکمن‌های حامی روسیه و مخالف ایران به‌شمار می‌رفت که درگیری‌های نظامی متعددی با دولت ایران و ترکمن‌های هوادار ایران داشت و در اواخر عمر نیز دولت روسیه به درخواست دولت ایران شورش وی را سرکوب کرده و وی را دستگیر و زندانی کرد.

## زندگی
قیات فرزند آهنگری ماهر بود و خود نیز مدتی آهنگری می‌کرد. در کمیش‌تپه یا حسنقلی به دنیا آمد. زندگی او در این دو آبادی و چلکن گذشت که هر سه در ساحل جنوب شرقی دریای خزر قرار دارند. دو فرزند او یاغشی و قدیرمحمد نام داشتند که هر دو را مدتی برای تحصیل به تفلیس فرستاده بود و در جریان سرکوب شورش ۱۲۵۳–۱۲۵۴ توسط روس‌ها آن دو نیز زندانی شدند.
قیات خان از تاجران بزرگ منطقه نیز محسوب می‌شد. صاحب چاه نفت و کشتی تجاری بود و از طریق بندر آشوراده به تجارت نفت، نفت گِل، ماهی و نمک در مسیر استرآباد، مازندران، گیلان، باکو و آستراخان می‌پرداخت. وی در سال‌های ۱۲۵۳–۱۲۵۴ هجری قمری به استرآباد (گرگان کنونی) حمله برده، اموال مردم را غارت و گروهی را به اسارت گرفته و به بردگی فروخت و نیروهای دولتی را نیز به دریا انداخت. در ناسخ‌التواریخ در مورد قیام وی آمده:
« «قیات از قبیله جزیره چرکن را که معدن نفت و نمک است به تصرف خویش درآورد. مع‌القصه قیات از تجارت نفت و نمک آن جزیره در ساحل بحر برگ و سامانی به دست کرد و جماعتی از ترکمانان گرد او جمع شدند و اگر می‌توانستند بیشتر از تجارت نفت و نمک مردم طبرستان را به اسیری می‌گرفتند و در بازار برده‌فروشی ترکمانان می‌فروختند و این جزیره برای آنها پناهگاه مستحکمی بود».
گویا دلیل اصلی این شورش اختلافات تجار ترکمن و ایرانی و تلاش دولت ایران برای تسلط بر جزیرهٔ آشوراده بود که در آن زمان به بندر پررونقی تبدیل شده و بازرگانان ترکمن ۳۰۰ فروند کشتی تجاری در آن داشتند. از رقبای تجاری اصلی قیات در آن زمان شخصی ایرانی به نام میر باقرف بود که تبعهٔ روسیه شده بود و به نظر می‌رسد قیات خان و فرزندانش قربانی این رقابت تجاری شده باشند. دولت ایران که از سرکوب وی عاجز بود از دولت روسیه تقاضای اعزام کشتی جنگی برای سرکوب ترکمن‌ها کرد. روس‌ها موافقت کرده و نیروهای نظامی آن‌ها پس از سکوب این شورش در جزیرهٔ آشوراده ماندگار شدند و ۵ کشتی جنگی در آشوراده مستقر کرده و سربازخانه و تأسیسات نظامی در این جزیره و یک انبار بازرگانی در بندر گز و یک بیمارستان برای دریانوردان در ساحل خلیج استرآباد بنا کرده و از ترک جزیره خودداری کردند. پس از آن تا مدتها ایران و روسیه بر سر حکومت آشوراده اختلاف داشته و کشمکش‌های سیاسی و نظامی ایران و ترکمن‌های هوادار ایران با روسیه و ترکمن‌های هوادار روسیه تا انقلاب بلشویکی در روسیه و قرارداد ۱۹۲۱ که شوروی پایان اشغال آشوراده را تعهد کرد، ادامه داشت.

## فعالیت سیاسی
وی در جریان جنگ اول ایران و روسیه در قفقاز از حامیان روسیه به‌شمار می‌رفت و حملاتی را به مناطق مرکزی ایران سازماندهی کرد. کمک وی به روس‌ها نقش مهمی در توسعه روابط تجاری اتباع روس‌ها با ترکمن‌های سواحل جنوب شرقی دریای خزر و بسط نفوذ آن‌ها در آسیای میانه داشت. حمایت وی از روس‌ها ناشی از این عقیده بود که مردمش در حمایت حکومت روسیه زندگی بهتری خواهند داشت تا در حکومت ایران. قیات خان پس از پایان دورهٔ اول جنگ‌های ایران و روسیه در رأس هیئتی از نمایندگان ترکمن‌ها در جریان مذاکرات صلح منجر به عهدنامهٔ گلستان حضور داشت و تلاش بی‌ثمری به عمل آورد تا استقلال ترکمنها را وارد مفاد این پیمان کند.